# E.D.F.
《E.D.F.》是一款由Jaleco制作和发行的横向卷轴射击类游戏。本游戏最初于1991年在街机上发行。后于1991年10月25日以《超级E.D.F.》为题在日本地区超级任天堂发行。 于1992年1月在北美地区发行。
本游戏的故事情节在街机版本和超级任天堂版本中各有不同。最初的街机版本中，故事发生在20xx年的某天，地球意外地被Azyma帝国攻击。这个一个宇宙的神秘君主制国家，希望铲除地球上的生命。地球的希望是通过XA-1和2大空战机舰艇地球防卫军来击败敌人。
在超级任天堂版本中，Azyma帝国已经在月球的背面建立了总部。在袭击地球的同时，他们已经在月球研发出一种秘密武器能摧毁地球上所有的生命。地球防卫军派遣XA-1舰艇驱离入侵者并摧毁秘密武器。